# 예천 용문사 목각아미타여래설법상
예천 용문사 목각아미타여래설법상(醴泉 龍門寺 木刻阿彌陀如來說法像)은 대한민국 경상북도 예천군, 용문사에 있는 조선시대의 목각탱화이다. 1989년 4월 15일 대한민국의 보물 제989호 '예천용문사대장전목불좌상및목자탱'으로 지정되었다가, 이후 제989-2호 현재의 명칭으로 변경되었다.

## 개요
숙종 10년(1684)에 만들어진 것으로 지금까지 알려진 목각후불탱 중 가장 이른 시기의 작품이다. 기본구조는 상하가 긴 사각형이지만 좌우로 구름무늬 광선을 표현한 둥근 모양의 조각을 덧붙여 장엄하게 장식하고 있다.
중앙에 모셔진 얼굴은 앞으로 약간 숙여 사바세계를 굽어 살피듯 평담하게 묘사되었다. 두 손은 모두 무릎 위에 올렸는데 왼손은 손가락을 위로, 오른손은 아래로 하고 엄지와 중지를 맞대고 있어 아미타불의 손모양을 하고 있음을 알 수 있다. 양 어깨를 감싸고 입은 옷은 두꺼운 편이며, 간략한 몇 개의 선으로 신체와 옷을 구분하여 주름이 없다면 신체의 근육으로 여길 정도다.
본존불 이외의 상(像)들은 상·중·하 3행으로 배치시키고 있다. 아랫줄에는 사천왕상이 본존의 대좌(臺座) 좌우로 2구씩 일렬로 서 있다. 가운데줄과 윗줄에는 각기 좌우 2보살씩 8대 보살이 배치되고, 윗줄의 보살 좌우에는 다시 무릎을 꿇고 손을 모은 모습의 2대 제자를 배치하여 구도의 미를 살리고 있다. 보살은 본존불과 동일한 기법을 보여주며, 불과 보살상 사이의 공간에는 구름, 광선 등을 배치했다. 목각탱의 앞면에는 삼존목불좌상이 놓여져 있는데 본존상의 경우 머리에는 반달 모양이 표현되었고, 신체는 둥글며 옷은 두꺼워 신체 윤곽이 드러나지 않는다. 목각탱과 같은 기법으로 동일한 작가에 의해 만들어진 작품임에는 확실하지만, 목각탱의 상에 비해 가슴표현이 유기적이며 조각기법에서 조각가의 정성을 엿볼 수 있다.
하단에 표현된 조성기(造成記)에 의하여 숙종대의 작품이 분명하며, 17세기 후반 조각양식을 알 수 있게 하는 중요한 자료가 되므로 역사적 의의가 매우 높다.

## 같이 보기
- 용문사
- 예천 용문사 목조아미타여래삼존좌상

## 참고 자료
- 예천 용문사 목각아미타여래설법상 - 국가유산청 국가유산포털